# Гутхейль, Карл Александрович
Карл Александрович Гутхейль (нем. Karl Friedrich Gutheil; 1851, Москва — неизвестно) — российский нотоиздатель. Купец 2-й гильдии, статский советник, коммерческий советником и потомственный почётный гражданином. Владелец московской музыкально-издательской фирмы «А. Гутхейль».

## Биография
Карл Гутхейль родился 31 июля (8 августа) 1851 года в Москве в семье нотоиздателя Александра Гутхейля, немца по национальности. После смерти отца в 1882 году возглавил его фирму «А. Гутхейль». Он значительно расширил фирму, приобретя в 1886 году все нотные издания издательского дома Ф. Т. Стелловского из Санкт-Петербурга. Под руководством Карла Александровича фирма «А. Гутхейль» стала одним из крупнейших нотных издательств в стране. Он являлся членом совета Евангелическо-Лютеранского прихода Святых Апостолов Петра и Павла, был одним из директоров Московского филармонического общества. С 1898 году был в числе пайщиков Товарихества для учреждения Общедоступного театра в Москве (будущего Московского Художественного театра). Жил по адресу: Пречистенка, 9.
После начала Первой мировой войны и роста антинемецких настроений продал свою фирму С. А. и Н. К. Кусевицким и покинул страну.